# Satélite natural
Un satélite natural o, simplemente, satélite, es un cuerpo celeste que orbita alrededor de un planeta. Generalmente el satélite es más pequeño y acompaña al planeta en su órbita alrededor de su estrella madre. A diferencia de los fragmentos que orbitan formando un anillo, es el único cuerpo en su órbita. La locución «satélite natural» se contrapone a la de «satélite artificial», refiriéndose esta última a un objeto que gira también en torno a un astro pero que ha sido fabricado por el ser humano.
En el caso de la Luna, que tiene una masa aproximada a 1/81 de la masa de la Tierra, podría considerarse como un sistema de dos planetas que orbitan juntos (sistema binario de planetas). Tal es el caso de Plutón y su satélite Caronte. Si dos objetos poseen masas similares, se suele hablar de sistema binario en lugar de un objeto primario y un satélite. El criterio habitual para considerar un objeto como satélite es que el centro de masas del sistema formado por los dos objetos esté dentro del objeto primario. El punto más elevado de la órbita del satélite se conoce como apoápside.
Por extensión se llama también luna al satélite de otro planeta, siendo esto un ejemplo de sinécdoque. Se dice «los cuatro satélites de Júpiter», pero también, «las cuatro lunas de Júpiter». También por extensión se llama satélite natural o luna a cualquier cuerpo natural que gira alrededor de un cuerpo celeste, aunque no sea un planeta, como es el caso del satélite asteroidal Dáctilo que gira alrededor del asteroide (243) Ida, etc.

## Clasificación de los satélites en el sistema solar

Órbita satelital

En el sistema solar se puede clasificar los satélites como:
- Satélites pastores: Cuando mantienen algún anillo de Júpiter, Saturno, Urano o Neptuno en su lugar.
- Satélites troyanos: Cuando un planeta y un satélite importante tienen en los puntos de Lagrange L4 y L5 otros satélites.
- Satélites coorbitales: Cuando giran en la misma órbita. Los satélites troyanos son coorbitales, pero también lo son los satélites de Saturno Jano y Epimeteo que distan en sus órbitas menos de su tamaño y en vez de chocar intercambian sus órbitas.
- Satélites asteroidales: Algunos asteroides tienen satélites a su alrededor como (243) Ida y su satélite Dactyl. El 10 de agosto de 2005 se anunció el descubrimiento de un asteroide (87) Silvia que tiene dos satélites girando a su alrededor, Rómulo y Remo.[3] Rómulo, el primer satélite, se descubrió el 18 de febrero de 2001 en el telescopio W. M. Keck II de 10 metros en Mauna Kea. Tiene 18 km de diámetro y su órbita, a una distancia de 1370 km de Silvia, tarda en completarse 87,6 horas. Remo, el segundo satélite, tiene 7 km de diámetro y gira a una distancia de 710 km, y tarda 33 horas en completar una órbita alrededor de Silvia.

Puesto que todos los satélites naturales siguen su órbita debido a la fuerza de gravedad, el movimiento del objeto primario también se ve afectado por el satélite. Este fenómeno permitió en algunos casos el descubrimiento de planetas extrasolares

## Satélites de satélites

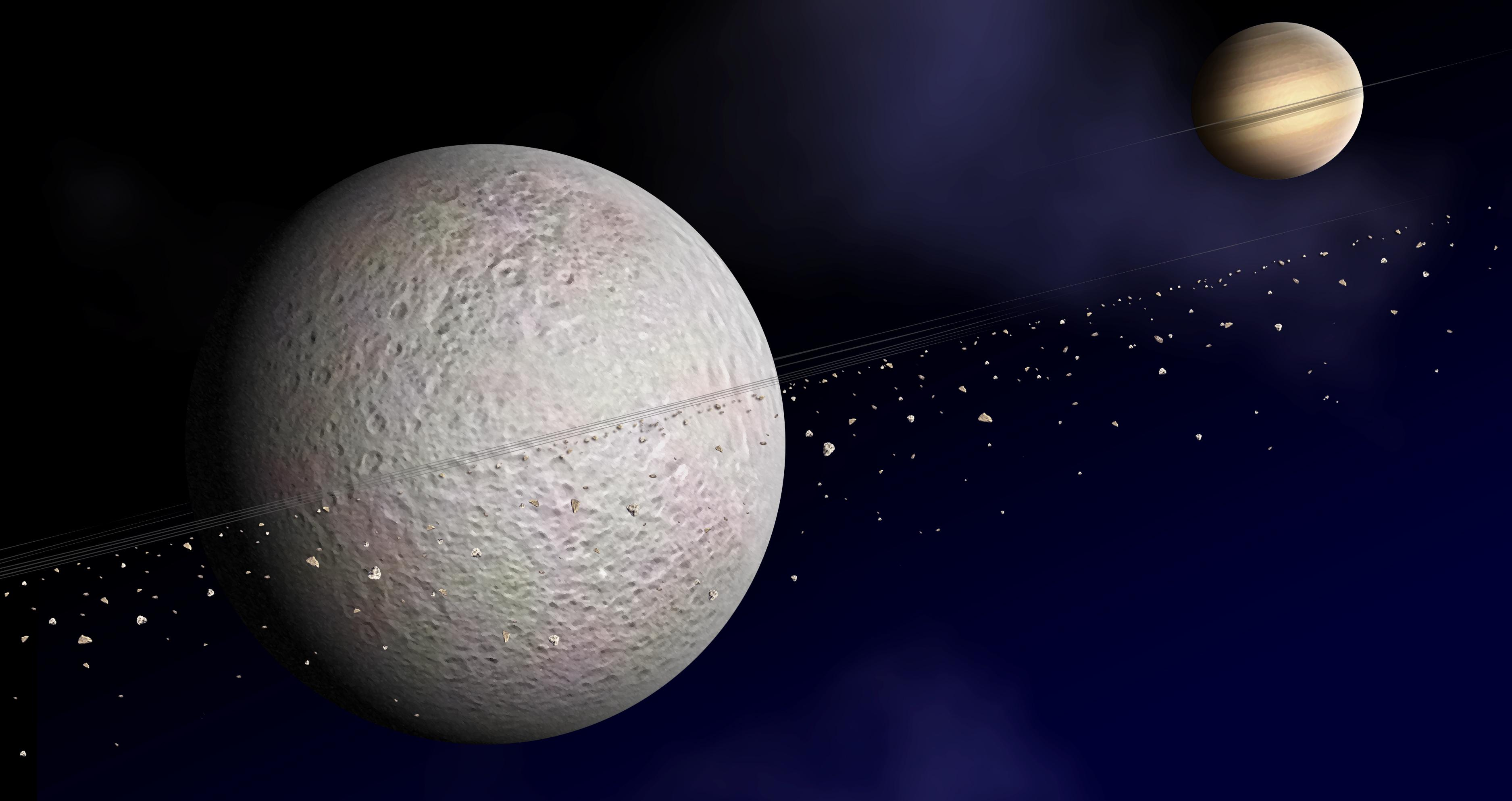
Impresión artística de los hipotéticos anillos de Rea (satélite saturnino)

No se conocen lunas de lunas (satélites naturales que orbitan alrededor de un satélite natural de otro cuerpo). En la mayoría de los casos, los efectos de marea del primario harían tal sistema inestable.
Sin embargo, cálculos realizados después de la detección reciente de un posible sistema de anillos de Rea (satélite natural de Saturno) indican que los satélites que orbitan Rea tendrían órbitas estables. Además, los anillos sospechosos se cree que serían estrechos, un fenómeno que normalmente se asocia con lunas pastor. Sin embargo, las imágenes específicas tomadas por la nave espacial Cassini no detectaron ningún anillo asociado a Rea.
También se ha propuesto que Jápeto, satélite de Saturno, poseía un subsatélite en el pasado; esta es una de varias hipótesis que se han propuesto para dar cuenta de su cresta ecuatorial.

## Satélites naturales en el sistema solar
En los planetas y planetas enanos del sistema solar se conocen 181 satélites, distribuidos:
| Objeto astronómico | N.º satélites | Nombres | Artículo Wikipedia   |
| ------------------ | ------------- | --- | -------------------- |
| Tierra             | 1             | Luna |                      |
| Marte              | 2             | Deimos y Fobos | Satélites de Marte   |
| Júpiter            | 95            | Adrastea, Aitné, Amaltea, Ananké, Aedea, Arce, Autónoe, Caldona, Calé, Cálice, Calírroe, Calisto, Carmé, Carpo, Cilene, Elara, Erínome, Espondé, Euante, Eukélade, Euporia, Eurídome, Europa, Ganímedes, Harpálice, Hegémone, Heliké, Hermipé, Herse, Himalia, Ío, Isonoé, Kallichore, Kore, Leda, Lisitea, Megaclite, Metis, Mnemea, Ortosia, Pasífae, Pasítea, Praxídice, Sinope, Táigete, Tebe, Temisto, Telxínoe, Tione, Yocasta, S/2000 J 11, S/2003 J 2, S/2003 J 3, S/2003 J 4, S/2003 J 5, S/2003 J 9, S/2003 J 10, S/2003 J 12, S/2003 J 15, S/2003 J 16, S/2003 J 18, S/2003 J 19, S/2003 J 23, S/2010 J 1, S/2010 J 2, S/2011 J 1 y S/2011 J 2 | Satélites de Júpiter |
| Saturno            | 82            | Aegir, Albiorix, Anthe, Atlas, Bebhionn, Bergelmir, Bestla, Calipso, Dafne, Dione, Egeón, Encélado, Epimeteo, Erriapo, Farbauti, Febe, Fenrir, Fornjot, Greip, Hati, Helena, Hiperión, Hyrokkin, Ijiraq, Jano, Jápeto, Jarnsaxa, Kari, Kiviuq, Loge, Metone, Mimas, Mundilfari, Narvi, Paaliaq, Palene, Pan, Pandora, Pollux, Prometeo, Rea, Siarnaq, Skadi, Skoll, Surtur, Suttungr, Tarqeq, Tarvos, Telesto, Tetis, Thrymr, Titán, Ymir, S/2004 S 7, S/2004 S 12, S/2004 S 13, S/2004 S 17, S/2006 S 1, S/2006 S 3, S/2007 S 2, S/2007 S 3, S/2009 S 1 (+3 sin confirmar S/2004 S 3, S/2004 S 4 y S/2004 S 6)                                           | Satélites de Saturno |
| Urano              | 28            | Ariel, Belinda, Bianca, Calibán, Cordelia, Crésida, Cupido, Desdémona, Francisco, Ferdinando, Julieta, Mab, Margarita, Miranda, Oberón, Ofelia, Perdita, Porcia, Próspero, Puck, Rosalinda, Setebos, Sicorax, Stefano, Titania, Trínculo, Umbriel y S/2023 U 1 | Satélites de Urano   |
| Neptuno            | 16            | Despina, Galatea, Halimede, Laomedeia, Larisa, Náyade, Nereida, Neso, Proteo, Psámate, Sao, Hipocampo, Talasa, Tritón, S/2002 N 5 y S/2021 N 1 | Satélites de Neptuno |
| Plutón             | 5             | Caronte, Hidra, Nix, Cerbero, Estigia | Satélites de Plutón  |
| Makemake           | 1             | MK2 |                      |
| Eris               | 1             | Disnomia |                      |
| Haumea             | 2             | Hi'iaka y Namaka. | Satélites de Haumea  |
| Orcus              | 1             | Vanth |                      |
| Quaoar             | 1             | Weywot | .                    |

Los planetas Mercurio y Venus no tienen ningún satélite natural, como tampoco tiene el planeta enano Ceres. Sucesivas misiones no tripuladas han aumentado cada cierto tiempo estas cifras al descubrir nuevos satélites, y aún pueden hacerlo en el futuro.

## Tamaño de los satélites naturales en el sistema solar
Los siete satélites naturales más grandes del sistema solar (con más de 2500 km de diámetro) son las cuatro lunas galileanas jovianas —Ganímedes, Calisto, Io y Europa—, la luna de Saturno —Titán—, el propio satélite de la Tierra —la Luna—, y el satélite natural capturado de Neptuno Tritón. Tritón, el más pequeño de ese grupo, tiene más masa que todos los satélites naturales restantes más pequeños juntos. Del mismo modo, en el siguiente grupo de tamaño de nueve satélites naturales, entre 1000 y 1600 km de diámetro —Titania, Oberón, Rea, Jápeto, Caronte, Ariel, Umbriel, Dione y Tetis—, el más pequeño, Tetis, tiene más masa que todos los satélites menores restantes juntos. Además de los satélites naturales de los planetas, hay también más de 80 satélites naturales conocidos de planetas enanos, asteroides y otros cuerpos menores del sistema solar. Algunos estudios estiman que hasta un 15 % de todos los objetos transneptunianos podrían tener satélites.
A continuación sigue un cuadro comparativo que clasifica los satélites naturales en el sistema solar por su diámetro. En la columna de la derecha se recogen a efectos comparativos algunos planetas notables, planetas enanos, asteroides y otros objetos transneptunianos. Los satélites naturales de los planetas tienen nombres de figuras mitológicas. Estos son predominantemente griegos, a excepción de los satélites naturales de Urano, que llevan el nombre de personajes de Shakespeare. Los diecinueve cuerpos lo bastante masivos como para haber alcanzado un equilibrio hidrostático están en negrita en la tabla siguiente. Los planetas y satélites menores sospechosos, pero no probados de haber logrado un equilibrio hidrostático, están en cursiva en el siguiente cuadro.
| Diámetro principal (km) | Satélites de planetas | Satélites de planetas | Satélites de planetas             | Satélites de planetas                                     | Satélites de planetas                                      | Satélites de planetas       | Satélites de planetas enanos | Satélites de planetas enanos | Satélites de planetas enanos | Satélites de planetas enanos | Satélites de otros planetas menores                                                                                     | Otros cuerpos (para comparación)                                                            |
| Diámetro principal (km) | Tierra                | Marte                 | Júpiter                           | Saturno                                                   | Urano                                                      | Neptuno                     | Plutón                       | Haumea                       | Makemake                     | Eris                         | Satélites de otros planetas menores                                                                                     | Otros cuerpos (para comparación)                                                            |
| ----------------------- | --------------------- | --------------------- | --------------------------------- | --------------------------------------------------------- | ---------------------------------------------------------- | --------------------------- | ---------------------------- | ---------------------------- | ---------------------------- | ---------------------------- | --- | ------------------------------------------------------------------------------------------- |
| 4000-6000               |                       |                       | Ganímedes Calisto                 | Titán                                                     |                                                            |                             |                              |                              |                              |                              | | Mercurio                                                                                    |
| 3000-4000               | Luna                  |                       | Ío Europa                         |                                                           |                                                            |                             |                              |                              |                              |                              | |                                                                                             |
| 2000-3000               |                       |                       |                                   |                                                           |                                                            | Tritón                      |                              |                              |                              |                              | | Eris Plutón                                                                                 |
| 1000-2000               |                       |                       |                                   | Rea Jápeto Dione Tetis                                    | Titania Oberon Umbriel Ariel                               |                             | Caronte                      |                              |                              |                              | | Makemake Haumea Gonggong, Quaoar                                                            |
| 500-1000                |                       |                       |                                   | Encélado                                                  |                                                            |                             |                              |                              |                              | Disnomia                     | | (90377) Sedna, Ceres, (120347) Salacia, (90482) Orcus, (2) Palas, (4) Vesta muchos más TNOs |
| 250-500                 |                       |                       |                                   | Mimas Hiperión                                            | Miranda                                                    | Proteo Nereida              |                              | Hi'iaka                      |                              |                              | Orcus I Vanth | (10) Higia (704) Interamnia (87) Silvia y muchos otros                                      |
| 100-250                 |                       |                       | Amaltea Himalia Tebe              | Febe Jano Epimeteo                                        | Sicorax Puck Porcia                                        | Larisa Galatea Despina      |                              | Namaka                       | MK2                          |                              | S/2005 (82075) Sila–Nunam Salacia I Actaea Ceto I Phorcys Patroclo I Menoetius ~21 más lunas de TNOs                    | 3 Juno (15760) 1992 QB1 (5) Astrea (42355) Typhon y muchos otros                            |
| 50-100                  |                       |                       | Elara Pasífae                     | Prometeo Pandora                                          | Caliban Julieta Belinda Cresida Rosalinda Desdémona Bianca | Talasa Halimede Neso Náyade | Hidra Nix                    |                              |                              |                              | Quaoar I Weywot 90 Antiope I Typhon I Echidna Logos I Zoe 5 más lunas de lunas de TNOs                                  | (90) Antiope 58534 Logos (253) Matilde y muchos otros                                       |
| 25-50                   |                       |                       | Carme Metis Sinope Lisitea Ananke | Siarnaq Helena Albiorix Atlas Pan                         | Ofelia Cordelia Setebos Próspero Perdita Stepano           | Sao Laomedeia Psámate       |                              |                              |                              |                              | 22 Caliope I Lino | (1036) Ganymed 243 Ida y muchos otros                                                       |
| 10-25                   |                       | Fobos Deimos          | Leda Adrastea                     | Telesto Paaliaq Calipso Ymir Kiviuq Tarvos Ijiraq Erriapo | Mab Cupido Francisco Ferdinando Margarita Trínculo         | S/2004 N 1                  | Cerbero Estigia              |                              |                              |                              | (762) Pulcova Sylvia I Rómulo (624) Héctor Eugenia I Petit-Prince (121) Hermiona (283) Emma I (1313) Berna (107) Camila | 433 Eros (1313) Berna y muchos otros                                                        |
| < 10                    |                       |                       | 51 lunas                          | 36 lunas                                                  |                                                            |                             |                              |                              |                              |                              | Sylvia II Remus Ida I Dactyl y muchas otras                                                                             | muchos                                                                                      |

## Sumario visual

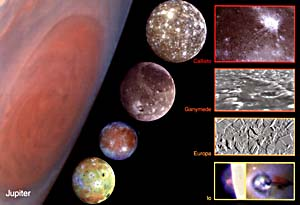
Comparación (de una zona) de Júpiter y sus cuatro satélites más grandes

|                                 |                                |                                |                              |                                |                                |                              |
| Ganímedes (satélite de Júpiter) | Titán (satélite de Saturno)    | Calisto (satélite de Júpiter)  | Ío (satélite de Júpiter)     | Luna (satélite de la Tierra)   | Europa (satélite de Júpiter)   | Tritón (satélite de Neptuno) |
|                                 |                                |                                |                              |                                |                                |                              |
| Titania (satélite de Urano)     | Rea (satélite de Saturno)      | Oberon (satélite de Urano)     | Jápeto (satélite de Saturno) | Umbriel (satélite de Urano)    | Ariel (satélite de Urano)      | Dione (satélite de Saturno)  |
|                                 |                                |                                |                              |                                |                                |                              |
| Tetis (satélite de Saturno)     | Encélado (satélite de Saturno) | Miranda (satélite de Urano)    | Proteo (satélite de Neptuno) | Mimas (satélite de Saturno)    | Hiperión (satélite de Saturno) | Febe (satélite de Saturno)   |
|                                 |                                |                                |                              |                                |                                |                              |
| Jano (satélite de Saturno)      | Amaltea (satélite de Júpiter)  | Epimeteo (satélite de Saturno) | Tebe (satélite de Júpiter)   | Prometeo (satélite de Saturno) | Pandora (satélite de Saturno)  | Helena (satélite de Saturno) |
|                                 |                                |                                |                              |                                |                                |                              |
| Atlas (satélite de Saturno)     | Telesto (satélite de Saturno)  | Calipso (satélite de Saturno)  | Fobos (satélite de Marte)    | Deimos (satélite de Marte)     | Metone (satélite de Saturno)   |                              |